# 宮島一彦
宮島 一彦（みやじま かずひこ、1946年 - ）は、日本の科学史家（東アジア天文学史）。元同志社大学理工学研究所教授。中之島科学研究所研究員。東亜天文学会理事。 

## 来歴
大阪市生。1969年、京都大学理学部宇宙物理学科卒業。1975年、京都大学大学院博士課程理学研究科宇宙物理学専攻単位取得満期退学。
岐阜経済大学非常勤講師等を経て、1975年、同志社大学工学部専任講師、1980年同・助教授、1994年同志社大学理工学研究所助教授、2000年同・教授。
長野県下諏訪町・儀象堂の水運儀象台の原寸復元事業(1997年完成)に携わった。また、1999~2001年、キトラ古墳天井天文図の分析に当たった。
2003年1月、小惑星9362番がMiyajimaと命名される。
2012年、同志社大学理工学研究所を定年退職。同年に同･理工学部嘱託講師(～2017年3月)｡中之島科学研究所研究員。

## 受賞
日本科学史学会論文賞（2010年）

## 主な著書・論文
"A New Discovery of Korean Astrolabe", Historia Scientiarum (日本科学史学会), vol.17, no.3      2008
『麻田剛立』大分県教育委員会(共著)      2000年
「日本の古星図と東アジアの天文学」『人文学報(京都大学人文科学研究所)』       1999年
「キトラ古墳天文図」『キトラ古墳学術調査報告書』明日香村教育委員会文化財課      1999年
The History of Cartography, Volume 2, Book 2 ; Cartography in the Traditional East and Southeast Asian Societies, The University of Chicago Press(共著)   1994年
「王錫闡『曉庵新法』の太陽系モデル」『中國古代科學史論續編(京都大学人文科学研究所)』      1991年
「大衍暦の五星計算法-歩五星術後半部について」『中國古代科學史論(京都大学人文科学研究所)』      1989年
『科学史技術史事典』弘文堂(共著)   1983年   
『天文学史』恒星社厚生閣(共著)   1982年   